# Cahiers de Saint Louis
Les Cahiers de Saint Louis sont des répertoires des descendants du roi Louis IX de France (connu sous le nom de Saint Louis). Ils ont été fondés par Jacques Dupont et Jacques Saillot.

## Contenu
Les Cahiers de Saint Louis recensent les descendants de Saint Louis (roi Louis IX de France), en ligne masculine ou féminine, morts ou vivants.
Pour Jean-Louis Beaucarnot, cette série est un maillon important de l'histoire de la généalogie, faisant le lien entre les recherches du début du XXe siècle (Dictionnaire de Révérend, Armorial de Jougla de Morenas et La Révolution généalogique des années 70) : « Les années 60 annoncent un changement dans la continuité, continuité qui s'affirme tant au plan de la production que de la vie généalogique. […] Au plan de la production généalogiques, les familles anciennes ne cessent d'être l'objet d'études, souvent à la fois judicieuses, rigoureuses et précieuses […] Les généalogies des familles royales continuent à faire l'objet d'études nouvelles et parfois originales comme les Cahiers de Saint-Louis, ambitionnant de recenser la descendance complète, masculine et féminine de ce roi ».
Cette publication s'inscrit dans l'émergence des travaux d'amateurs de la seconde moitié du XXe siècle : « Au plan de la vie généalogique, on peut dire que jusqu'à la fin des années 60, il n'existe en France que peu d'associations d'amateurs, publiant elles-mêmes de rares bulletins […], auxquelles on peut ajouter l'original L'Intermédiaire des chercheurs et curieux, fondé par Philippe du Puy de Clinchamps et dont les colonnes sont largement occupées par la généalogie ».
En particulier, grâce à la participation de Joseph Valynseele, la recherche des descendants de Saint-Louis a ouvert la voie vers « l'évolution du terrain des études généalogiques, balayant des familles de Gaulle ou de Coubertin aux Mitterrand, Chirac ou Pivot… ».
Le 8 novembre 1982, Le Monde en fait une présentation dans la rubrique Catalogue de la rentrée : « Les Cahiers de Saint Louis : près de quatre cents correspondants soutiennent l'abbé J. Dupont dans ses publications trimestrielles. Le thème unique de ces cahiers est la présentation des descendants de Saint Louis. Douze ans après le septième centenaire de la mort de Saint Louis (1270), dix-neuf cahiers d'une excellente composition rassemblent les travaux effectués et vérifiés. »

## Nombre de cahiers parus
Trente cahiers (numérotés de 1 à 30) sont parus de 1976 à 1987, certains réunis en un seul volume, et l’ensemble constitue un total de 2483 pages.

## Périodicité
La périodicité était trimestrielle (parfois semestrielle). Les couvertures étaient toutes illustrées des armes de France.

## Historique
La collection est fondée par l'abbé Jacques Dupont et Jacques Saillot puis cesse en 1987.
À partir des numéros 13 et 14 (publiés en un seul volume en 1979), Jacques Saillot cessant d’y participer, Jacques Dupont en reste le seul responsable. Ce dernier meurt prématurément en 1985 ce qui met fin à la parution, même si quelques cahiers continueront à paraître pendant les deux années suivantes (jusqu’en 1987).
Cet impressionnant travail est resté inachevé.
L'historien-généalogiste et héraldiste Thomas Delvaux en reprend le fil en publiant le 31e numéro, 36 ans plus tard.

## Pour approfondir